# Franz-Joseph Müller von Reichenstein
Franz-Joseph Müller, Freiherr von Reichenstein (en hongarès, Müller F. József) (1 de juliol de 1740, Sibiu, Transsilvània, o el 4 d'octubre de 1742 a Poysdorf, Baixa Àustria - 12 d'octubre de 1825 Viena, Imperi Austrohongarès) fou un mineralogista i químic hongarès que descobrí l'element químic tel·luri en 1782.

## Vida
A la Universitat de Viena estudià filosofia i dret, però finalment s'especialitzà en mineria, mineralogia i química. El 1763 continuà els seus estudis a la recent fundada Acadèmia minera a Schemnitz (ara Banská Štiavnica a Eslovàquia). El 1765 acompanyà el conseller de la cort Alexandre von Hohengarten, antic heroi de les guerres entre Àustria i l'Imperi Otomà (1736–39), aleshores gerent de l'oficina minera del Banat a Oravița, en un viatge d'estudi a Caríntia i Baixa Àustria; i es casà amb la seva filla Margarethe (1744-1784).
La seva carrera professional és típica per a un alt funcionari austríac, al capdavant passant d'un lloc a un altre a través de l'Imperi. El 1768 fou nomenat enginyer per a prospeccions mineres a Schemnitz i dos anys després es traslladà al Banat com a enginyer en mines. Aquí dirigí, juntament amb Joseph Desiderius Redange la construcció dels primers dos forns a Reschitza (Reşiţa), però també la fundació el 1773 de la colònia carbonera Steierdorf (Stájerlak, Anina). El 1775 fou nomenat director de minera a Schwatz, al Tirol, però el 1778 tornà a Sibiu i ocupà diferents càrrecs en l'administració de mines de Transsilvània a Alba Iulia i a Sibiu. El 1788 es convertí en conseller governatiu i supervisor de mines i ferreria a Transsilvània i Banat. Després de la seva nominació com a conseller judicial, abandonà definitivament Transsilvània i el Banat per Viena. Fou nomenat baró (Freiherr) per l'emperador Francesc I el 7 de desembre de 1820. Fou elegit membre de la Societat de Ciències Naturals a Berlín i a la Societat Mineralògica de Jena. Morí el 1825 i fou enterrat al cementiri central de Viena.

## Obra

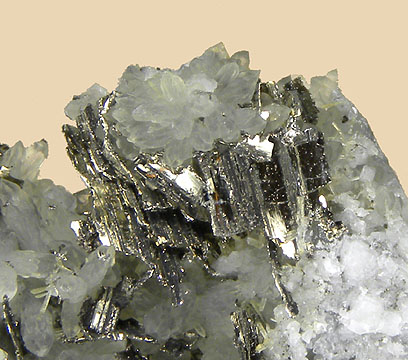
Calaverita dins d'una matriu de quarz

Mentre es trobava al Tirol, Müller descobrí la presència de turmalines a Zillertal. A Transsilvània, Müller continuà els seus estudis mineralògics i recol·lectà un àmplia col·lecció de minerals. En aquell temps a la zona dels Carpats s'havien descobert nous minerals i fou Müller el primer que els descriví. Entre ells l'alabandita, una blenda de manganès, {\displaystyle {\ce {MnS}}}, descoberta a Săcărâmb el 1784 o l'eslvanita, descobert el 1785 a Baia d'Arieş.

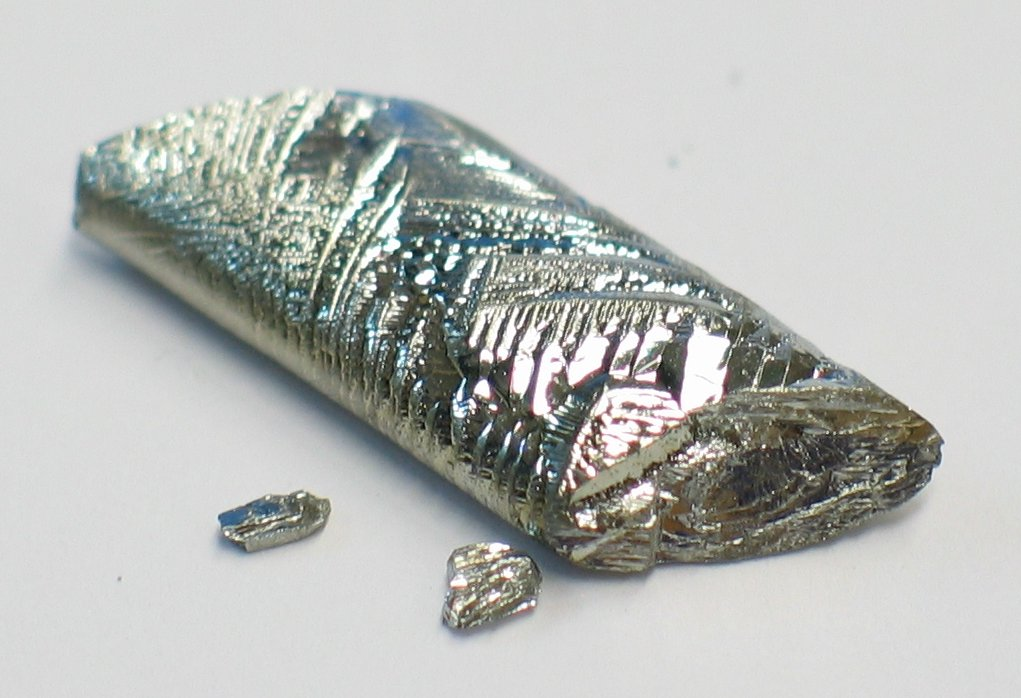
Cristall de tel·luri

Quedà intrigat pel mineral d'una mina d'or de Zlatna (Romania). Aquest mineral, la calaverita (ditel·lurur d'or {\displaystyle {\ce {AuTe2}}}), tenia una brillantor metàl·lica i d'ell s'obtenia una menor quantitat d'or que el què s'esperava. El mineralogista austríac Ignaz von Born (1742–1791) sospitava que tenia antimoni, però Müller creia que contenia bismut. La investigació que dugué a terme el 1783 demostrà que no hi havia ni antimoni ni bismut, i suposà que es tractava d'un element químic nou, probablement un metal·loide, que anomenà amb diferents noms: metallum problematicum, aurum problematicum i aurum paradoxum. Publicà les seves troballes en una revista obscura de Viena (Physikalische Arbeiten der einträchtigen Freunde in Wien) i el descobriment passà desapercebut per a la majoria de químics. Per confirmar aquesta hipòtesi, el 1783 envià mostres del mineral al químic i mineralogista suec Torbern Olof Bergman (1735-1784), professor a Uppsala, considerat el químics més destacat de la seva època. Però Bergman morí l'any següent sense haver investigat el mineral. El 1797, envià una mostra al químic alemany Martin Heinrich Klaproth (1743-1817) a Berlín, el descobridor de l'urani. Klaproth confirmà el descobriment i decidí anomenar-ho tel·luri, derivat de la paraula llatina tellus, -ūris 'la Terra'.